# Sichilde
Sichilde ou Sichildis est une reine des Francs du début du VIIe siècle, par son mariage avec le roi Clotaire II. Elle est probablement la mère de Caribert II, roi mérovingien d'Aquitaine.

## Origine familiale
Sichilde est la sœur aînée de Gomatrude, première épouse de son beau-fils le roi Dagobert Ier. Dans la mesure où elle est bien la mère de Caribert II, elle a pour frère le seigneur Brodulf ou Brunulf, qui tenta de défendre les droits de son neveu sur le royaume d'Aquitaine contre les ambitions de Dagobert Ier. Brunulf est le père d'une Theodetrudis ou Theodila connue par une charte de 626 concernant le partage de terres au Limousin.
Christian Settipani remarque qu'il y a des similitudes onomastiques entre la famille de Sichilde et celle de Magnachaire († 565), duc des Francs Transjurans et père de la reine Marcatrude, qu'il considère comme issu de Ragnacaire, roi des Francs à Cambrai. Mais, faute de données plus précises, il se borne à mentionner la possibilité d'une parenté,.
Au Moyen Âge ont été produites des généalogies qui fournissent des ascendants à cette fratrie. Ainsi, au XIVe siècle, Jacques de Guyse donne Brunulphe comme fils d'un comte de Templatum et d'une sœur de sainte Aye, fille de Brunulphe comte de Cambraisis et femme de Saint Hidulphe, prince de Hainaut, et lointaine descendante de Clodion le Chevelu. Joachim Vos, affirme que Brunulphe et Gomatrude sont issus d'un autre Brunulphe, comte d'Ardennes et frère de saint Arnould et de Clotilde, sœur de sainte-Aye. Mais ces ouvrages tardifs ne résistent pas à la critique moderne et aucune de ces données ne peut être retenue. Cela n'empêche pas certaines publications modernes et grand public de la dire fille d'un comte d'Ardennes.

## Biographie
Née vers 590, elle devient une des concubines du roi Clotaire II à l'âge de quinze ans. Elle donne naissance à un fils, Caribert. La reine Bertrude meurt en 618 ou en 619 et Clotaire épouse alors Sichilde. Clotaire est tellement épris qu'en 625, il impose à son fils Dagobert d'épouser Gomatrude, la sœur de Sichilde. En 626, elle est accusée d'adultère avec Boson, fils d’Audolène, du pays d’Étampes, lequel est tué par le duc Arnebert sur l’ordre de Clotaire. On ne sait pas si elle fut ensuite châtiée, ni si elle survécut à la mort de Clotaire, en 629.

## Descendance
Contrairement à la Chronique de Frédegaire qui dit que Dagobert et Caribert sont issus de deux femmes différentes sans préciser leur mère, Gesta Dagoberti I. Regis Francorum dit explicitement que Sichilde est mère de Caribert. Mais cette affirmation est parfois remise en question. Le premier historien à le faire, Charles Higounet, considère que Caribert II meurt en 632 en laissant un jeune enfant. Sachant que le mariage de Clotaire et de Sichilde date de 618 ou de 619, il en conclut que Caribert ne peut pas être âgé de plus de quatorze ans à sa mort, ce qui rend improbable une paternité. Il en déduit que la Gesta Dagoberti est erronée et attribue Caribert à Bertrude et Dagobert à Haldetrude. Mais Christian Settipani, pour résoudre cette contradiction, estime que Caribert est né avant le mariage de ses parents, alors que Sichilde n'était que concubine de Clotaire.

### Sources primaires
« La quarante-deuxième année du règne de Clotaire [625], Dagobert vint par l’ordre de son père avec ses Leudes,dans un appareil royal, à Clichy près de Paris, et reçut en mariage la sœur de la reine Sichilde nommée Gomatrude. Le troisième jour après les noces, il s’éleva entre Clotaire et Dagobert son fils, une sérieuse querelle. Dagobert demandait tout ce qui appartenait au royaume d’Austrasie, pour le soumettre à sa domination, et Clotaire refusait avec force de le lui céder. Ces deux rois choisirent douze seigneurs d’entre les Francs, pour que leur jugement terminât cette contestation ; parmi ces seigneurs était Arnoul, évêque de Metz, ainsi que d’autres évêques ; et selon sa sainteté, il parlait toujours de paix au père et au fils. Enfin, les évêques et les plus sages seigneurs accordèrent le fils avec le père, qui lui céda ce qui appartenait au royaume des Austrasiens, ne gardant que ce qui était situé en deçà de la Loire et du côté de la Provence.
(...)
Cette année [626], Pallade et son fils Sidoc, évêque d’Eause, accusés par le duc Æginan d’avoir trempé clans la rébellion des Gascons, furent envoyés en exil. Boson, fils d’Audolène, du pays d’Étampes, fut tué par le duc Arnebert d’après l’ordre de Clotaire, qui l’accusait d’adultère avec la reine Sichilde. Cette année Clotaire assembla à Troyes les grands et les Leudes de Bourgogne, et leur demanda s’ils voulaient créer un autre maire du palais à la place de Warnachaire qui était mort. Mais ils le refusèrent unanimement, disant qu’ils ne voulaient jamais élire de maire du palais, et demandant au roi avec instance la faveur de traiter avec lui.
(...)
Clotaire mourut dans la quarante-cinquième année de son règne [628] et fut enseveli dans l’église de Saint-Vincent, dans un faubourg de Paris. Dagobert, apprenant la mort de son père, ordonna à tous les Leudes qui lui étaient soumis en Austrasie de s’assembler en armée ; il envoya des députés en Bourgogne et en Neustrie pour se faire élire roi. Étant venu à Reims et s’étant approché de Soissons, tous les évêques et tous les Leudes du royaume de Bourgogne se soumirent à lui. Un grand nombre d’évêques et de seigneurs de Neustrie parurent aussi désirer de lui obéir. Charibert, son frère, s’efforça de s’emparer du royaume ; mais, à cause de son imbécilité, sa volonté eut peu d’effet. Brodulf, son oncle, voulant l’établir sur le trône, commença à se soulever contre Dagobert ; mais l’événement en décida autrement. »

— Frédégaire,  Chronique.

« La trente-sixième année du règne de Clotaire [619], mourut la reine Bertrude, mère de Dagobert, que Clotaire avait aimée d’unique amour, et que tous les ducs chérissaient fort, car ils avaient souvent éprouvé sa bonté. Après sa mort, le roi Clotaire prit une autre femme, nommée Sichilde, dont il eut un fils nommé Charibert.
(...)
La quarante-deuxième du règne de Clotaire [625], et d’après l’ordre de son père, Dagobert, suivi de ses ducs, vint avec une pompe royale à Clichy, près de Paris. Là, il reçut en mariage une sœur de la reine Sichilde nommée Gomatrude. Les noces célébrées, au troisième jour, il s’éleva entre Clotaire et son fils Dagobert une violente querelle. Dagobert demandait que tous les pays qui avaient appartenu au royaume des Austrasiens fussent remis en son pouvoir. Mais Clotaire s’y refusait avec force, ne lui en voulant rien concéder. Les deux rois choisirent douze Francs, pour que leur jugement mît fin à ce débat. De ce nombre était, avec d’autres évêques, le seigneur Arnoul, évêque de Metz, et, selon l’inspiration de sa sainteté, il parlait avec une grande douceur, pour rétablir la concorde entre le père et le fils. Enfin les évêques et les hommes sages pacifièrent les deux rois, et Clotaire rendant à Dagobert tout ce qui appartenait au royaume des Austrasiens, ne retint que ce qui était situé au-delà de la Loire et du côté de la Provence.
(...)
Charibert, son frère, s’efforçait de s’emparer du royaume, mais à cause de son imbécillité sa volonté avait peu d’effet. Brunulf, frère de la reine Sichilde, voulant faire régner son neveu Charibert, avait commencé à se révolter contre Dagobert ; mais l’événement en décida autrement. »

— un moine de Saint-Denis,  « Gesta Dagoberti I. Regis Francorum ».